# Памела Белвуд
Памела Белвуд (енгл. Pamela Bellwood; Њујорк, 26. јун 1951), рођена као Памела Ен Кинг (енгл. Pamela Anne King), америчка је глумица, најпознатија по тумачењу лика Клаудије Блејздел у сапуници ударног термина Династија из 1980-их.

## Живот и каријера
Рођена у Њујорку, Памела Белвуд је постала заинтересована за глумачку каријера када је играла Емили у представи Наш град.
Студирала је глуму у Neighborhood Playhouse. До 1972. била је на Бродвеју, преузвеши улогу у Лептири су слободни и појавивши се у Завршни детаљи. За изведбу у Лептири су слободни, освојила је награду Кларенс Дервет 1972. године.
У почетку је била потписивана као Памела Кингсли. Године 1974, појавила се у једној епизоди серије Пријатељи и љубавници. Касније 1974, појавила се као Памела Белвуд у једној епизоди серије Рода.
Белвудова се придружила сапуници Династија као Клаудија Блејздел у јануару 1981. као првобитан члан глумачке поставе и исписана је из серије на почетку треће сезоне, крајем 1982. године. Поново се појавила у марту 1983. да помогне уласку Џека Колмана као новог Стивена Карингтона и касније се потпуно вратила у октобру 1983. године. Белвудова је остала кључан лик неколико сезона, све док није коначно напустила серију на крају шесте сезоне 1986. године, да би се посветила мајчинству. Двадесетак година касније, појавила се у документарним ТВ специјалима Е! Истинска холивудска прича — Династија (2001) и Династија поново на окупу: Туче и кавијар (2006), заједно са другим глумцима из Династије.
Белвудова је позирала за пикторијал на 8 страна у априлском издању часописа Плејбој 1983. године.
Такође се појавила у филмовима као што су Двоминутно упозорење, Аеродром '77 и Невероватна жена која се смањује, као и у бројним ТВ филмовима. Данас је често потписана као Памела Белвуд Вилер.

## Лични живот
Почетком 1970-их, удала се за сценаристу Питера Белвуда и касније су се развели. Године 1984, удала се за фотографа Ника Вилера. Са њим има једног сина, Керија Вилера, који је рођен 1985. године.